# Ms Nina
Jorgelina Andrea, coneguda artísticament com a Ms Nina (Córdoba, Argentina, 21 d'abril de 1993) és una cantant i compositora de música urbana argentina establerta a Espanya. Entre els seus estils destaquen el reguetón, el dembow, el hip-hop i el trap.

## Trajectòria artística
Va iniciar la seva carrera amb el disseny específicament d'art kawaii a les xarxes socials, així com amb collages virtuals i muntatges amb una estètica kitsch, glitch i glam. La primera galeria en què va exposar la seva obra va ser a l'Espacio Ananas de Madrid. El 2017 va exposar Bienvenidos al mundo de Nina a La Fresh Gallery de la capital espanyola.
El 2015 va publicar el seu primer senzill Chupa Chupa amb la col·laboració de Chico Sonido, a més del tema Salami de la mà de LWGHT. La seva cançó Chic va aconseguir les primeres posicions en els temes més escoltats a Spotify, gràcies a la popularitat d'un anunci televisiu a Espanya de la marca Chicfy en què sonava la cançó.
Després de l'èxit del seu primer senzill, Ms Nina comença a guanyar més i més popularitat amb la seva música.
Com a dona autodenominada feminista, el seu empoderament es veu reflectit en les seves cançons. Entre d'altres, la seva cançó Reinas, en col·laboració de la seva amiga i també cantant Jedet, va voler ser un himne contra els prejudicis.
Els següents anys van ser de creixement per a Ms Nina, en què va viatjar i crear música als Estats Units. El juliol de 2019 va llançar el seu primer mixtape: Perreando por fuera, llorando por dentro. En les seves cançons reivindica la sexualitat i el dret a decidir sobre el propi cos.
Junt amb Mala Rodríguez, Bad Gyal i Somadamantina es considera una de les veus més representatives del panorama musical dels estils reggaeton, dancehall, rap i trap a l'estat espanyol.

## Senzills
- Goofies
- Pesao amb L.a Favi.
- Oye papi amb Bea Pelea i La Zowi
- Chupa Chupa
- Despacio amb Bad Gyal
- Salami
- Chic
- Lusifel amb Yung Beef i La Flavi
- Reinas amb Jedet
- Tu sicaria
- Mala suerte amb El Mini i La Favi.
- Duele amb La Favi.
- Traqueteo
- Los Ángeles
- Acelera amb La Favi.
- Y dime amb Tomasa del Real.
- La Caprichosa
- De que me culpas amb Fangoria i Jedet
- Location amb Soto Asa.
- Muerde la manzana amb Chico Sonido, La Goony Chonga i Tomasa del Real.